# عبد العزيز جباري
عبد العزيز أحمد جباري (و. 1963 بمحافظة ذمار) سياسي وبرلماني يمني،  هو أمين عام حزب العدالة والبناء، ورئيس اللجنة التحضيرية لمؤتمر الرياض الخاص بالحوار اليمني. شارك جباري في مؤتمر جنيف بشأن اليمن الذي عقد في يونيو 2015 في صف حكومة الرئيس عبد ربه منصور هادي وحلفائه.

## مناصب
- انتخب عضوًا في مجلس النواب، عن الدورة البرلمانية (2003-2009)، ضمن مرشحي حزب المؤتمر الشعبي العام، ممثلاً للدائرة الانتخابية رقم 195 مدينة ذمار، وانضم للجنة القوى العاملة والشؤون الاجتماعية بالمجلس. لكنه انشق في ثورة الشباب عام 2011 عن حزب المؤتمر الشعبي العام، وكون مع سياسيين آخرين حزب العدالة والبناء.
باتفاق سياسي مُددت فترة المجلس لمد عامين، ثم مُددت عامين آخرين حتى 2013 حسب اتفاق المبادرة الخليجية. ولكن نظراً للأزمة السياسية المستمرة منذ ذلك العام 2013 واندلاع الحرب القائمة منذ 2015 لم يتسنى انتخاب مجلس نواب جديد، ولا تزال الشرعية متجسدة في المجلس المنتخب عام 2003 حتى اليوم.
- عين مستشارا لرئيس الجمهورية بالقرار الجمهوري رقم 70 للعام 2015
- في 1 ديسمبر 2015 صدر قرار بتعيينه نائبا لرئيس الوزراء ووزيرًا للخدمة المدنية والتأمينات. غير أنه استقال من هذا المنصب في 19 مارس 2018 بعد اتهامات كررها علنًا ضد التحالف العربي بـ"عدم الجدية في هزيمة جماعة الحوثي". كما صرح في أكثر من مناسبة بأن الشرعية فرطت بالسيادة وفشلت باستعادة اليمن من سيطرة الحوثيين.
في 13 أبريل 2019 تم اختياره نائباً لرئيس مجلس النواب.
- في أغسطس 2022، أعلنت شخصيات سياسية وعسكرية تشكيل مكون سياسي يمني جديد، يسمى مجلس الإنقاذ الوطني برئاسة جباري.